# Марк Емилий Лепид (претор 218 пр.н.е.)
Вижте пояснителната страница за други личности с името Марк Емилий Лепид.
Марк Емилий Лепид (на латински: Marcus Aemilius M. F. M. N. Lepidus) е политик и сенатор на Римската република от 3 век пр.н.е.
Произлиза от фамилията Емилии, клон Лепид. Емилии Лепидите са до началото на ранната Римска империя между водещите фамилии в Рим.
Най-възрастният син е на Марк Емилий Лепид (консул 232, суфектконсул 221 пр.н.е.). Брат е на сенаторите Квинт Емилий Лепид и Луций Емилий Лепид.
Вероятно е внук или правнук на Марк Емилий Лепид (консул 285 пр.н.е.).
През 218 пр.н.е. той е избран за претор и заминава за провинция Сицилия. През 217 пр.н.е., според Ливий, той става пропретор. През 216 пр.н.е. кандидатства за консул, но не е избран.
Баща е на Марк Емилий Лепид (консул 187 и 175 пр.н.е.), който е баща на Марк Емилий Лепид (военен трибун 190 пр.н.е.) и дядо на Марк Емилий Лепид Порцина (консул 137 пр.н.е.).